# Credo (liturgi)
Credo, latin för jag tror, även kallad tron, är det moment i gudstjänstordningen för en kristen mässa då trosbekännelsen läses. Uttrycket kommer från den Apostoliska trosbekännelsen och/eller Nicaenska trosbekännelsen, vars latinskspråkiga inledningar lyder "Credo".
Trosbekännelsen kan läsas gemensamt, eller sjungas som en trosbekännelsepsalm.